# Efecto Marangoni

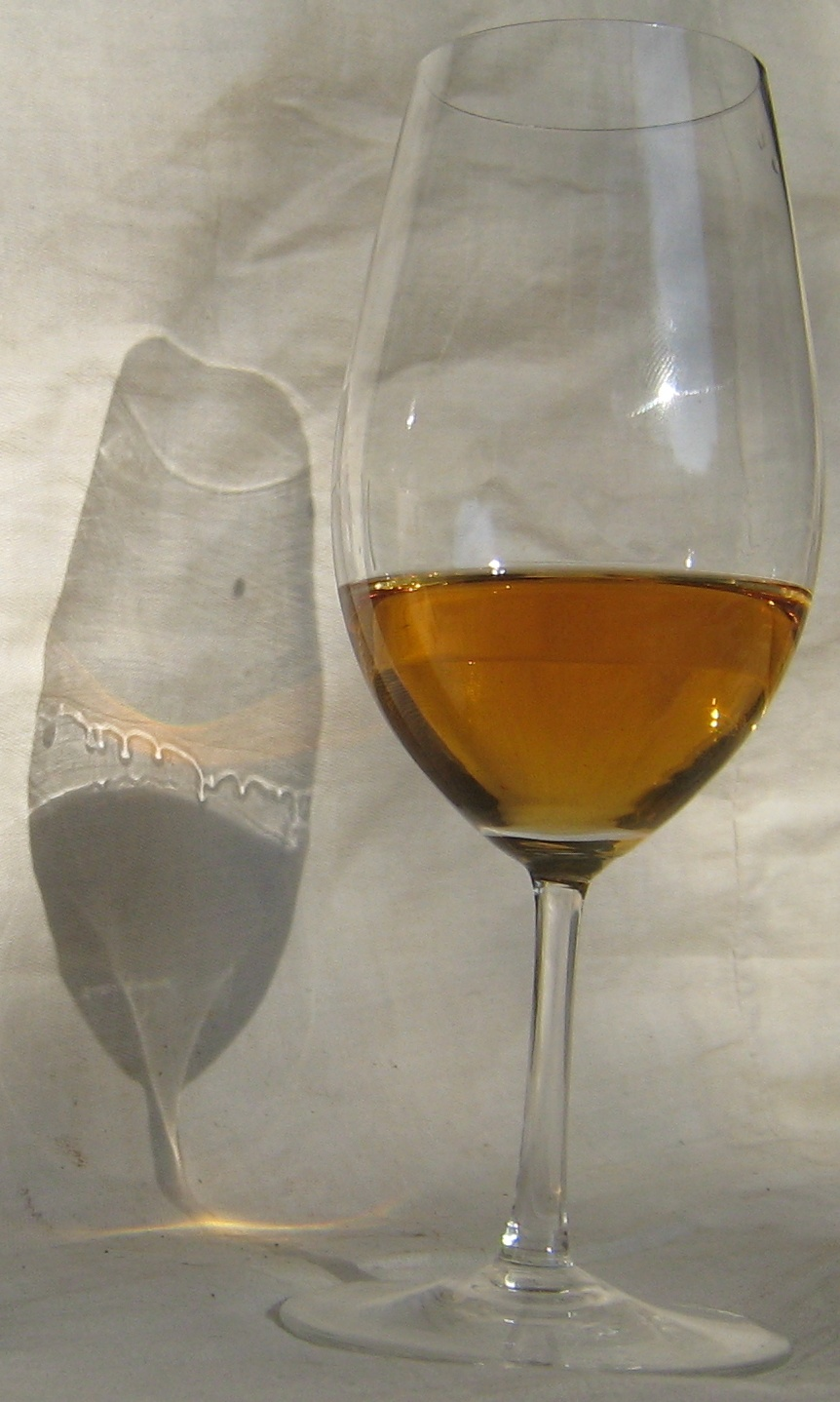
Las lágrimas del vino se muestran claramente en la sombra de esta copa de vino con un contenido de alcohol del 13,5%.

El efecto Marangoni (también llamado efecto Gibbs-Marangoni) es la transferencia de masa en una interfase entre dos fluidos debido a un gradiente de tensión superficial.

## Historia
La primera referencia que se tiene de este fenómeno es de las llamadas lágrimas del vino en 1855 por James Thomson (ingeniero, hermano de Lord Kelvin). El efecto en general tomó el nombre del físico italiano Carlo Marangoni, que realizó su tesis doctoral en la Universidad de Pavía y publicó sus resultados en 1865. J. Willard Gibbs dio un tratamiento teórico más completo en su obra Sobre el equilibrio de las substancias heterogéneas en 1875-8.

## Mecanismos
Un líquido con una baja tensión superficial tenderá a fluir hacia otro de mayor tensión superficial siempre que estén en contacto. Un gradiente de tensión superficial puede naturalmente causar este flujo. Los gradientes de concentración o temperatura son los responsables de generar los gradientes de tensión superficial.